# الذراع (يريم)

تعديل مصدري - تعديل

الذراع هي إحدى قرى عزلة خودان بمديرية يريم التابعة لمحافظة إب، بلغ تعداد سكانها 609 نسمة حسب تعداد اليمن لعام 2004.